# Oleksandrodar, Petrove
Oleksandrodar (în ucraineană Олександродар) este un sat în așezarea urbană Petrove din regiunea Kirovohrad, Ucraina.

## Demografie
Componența lingvistică a localității Oleksandrodar
     Ucraineană (96,43%)
     Rusă (3,57%)
Conform recensământului din 2001, majoritatea populației localității Oleksandrodar era vorbitoare de ucraineană (96,43%), existând în minoritate și vorbitori de rusă (3,57%).